# Moina affinis
Moina affinis is een watervlooiensoort uit de familie van de Moinidae. De wetenschappelijke naam van de soort is voor het eerst geldig gepubliceerd in 1893 door Birge.